# Amphicoma dubia
Amphicoma dubia es una especie de coleóptero de la familia Glaphyridae.

## Distribución geográfica
Habita en China.